# باوکی امیربختیار

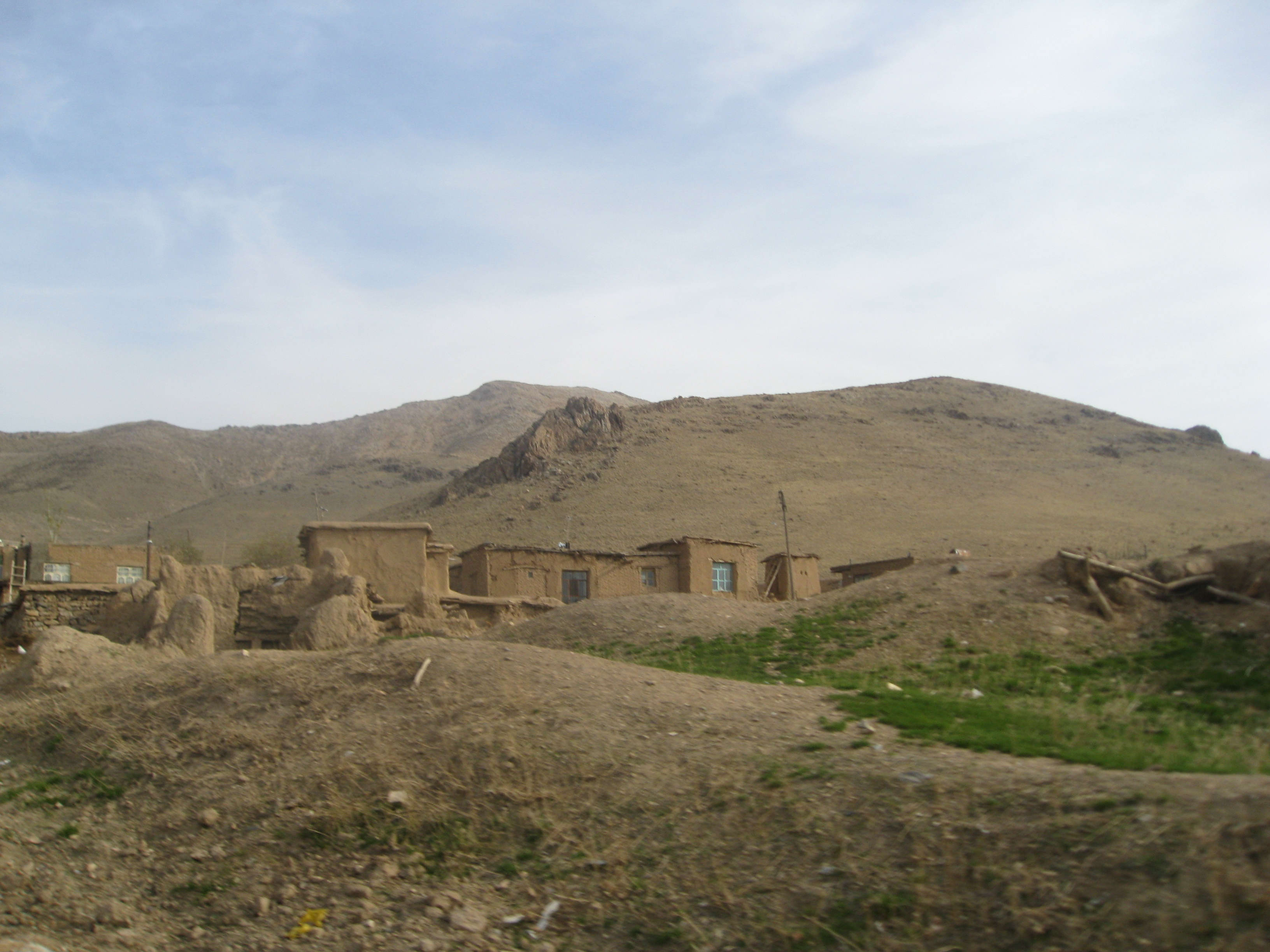
روستای باوکی امیربختیار در سال ۱۳۸۷

امیربختیار روستایی از توابع بخش جاپلق شهرستان ازنادر استان لرستان ایران است.
نام روستا برگرفته نام عزت‌الله خان امیربختیار است. مردم روستا لربختیاری هستند و به گویش میوندی تکلم میکنند.

## طوایف
اهالی روستا از چند طایفه اصلی و طوائف کوچکتر و مهاجران زمان خان‌ها تشکیل شده است که  که به گفته  تاریخ از سنقر کلیایی به منطقه مهاجرت کرده و طایفه‌های فلاحی و سیدهای حسینی و طایفه‌های عبدالملکی، طوایف  لشنی زندطوایف دیگر اند.

## آثار دیدنی
روستا دارای قلعه‌ی بسیار زیبایی بود که آثار مخروبه آن به جا مانده است.
اندرونی که ساخت آن به زمان  ظل السلطان  و بیرونی که یک شاهکار بود در زمان عزت‌الله خان ساخته شده که به گفته بزرگان مرحوم عزت‌الله خان ۳۰۰۰۰ سکه نقره هزینه ساخت این بنای عظیم کرده بود و واقعا در زمان خود یک شاهکار بود که ارتفاع دیواره های آن ۱۲ متر بود.
کوه‌های اطراف روستا که بلندترین آن قله‌ی سفید کوه است در نزدیکی چاه ولی خانی قله‌ی قیصر قرار دارد. 
وجه تسمیه‌ی نام گذاری قله به گفته‌ی گذشتگان به زمانی بر می‌گردد که قیصر روم به ایران حمله می‌کند و در دربند کنونی که مشابه ایست بازرسی حال بود با این تفاوت که در گرداگرد منطقه دربند دیوار‌کشی بوده و تعدادی در برای عبور و مرور از منطقه وجود داشت جنگ سختی بر پاشد که در پایان سر قیصر را بریده و به دربار می‌برند و بدن قیصر را در قله بلند سفید کوه خاک می‌کند که در گذشته مردم به خاطر تنفر از قیصر لعن و نفرین خود را در قالب ضرب المثل (تُف دِ تُوکِ چُک کُلِ قیصر) به قله که بدن قیصر را در بر داشت می‌گفتند .

## پوشش گیاهی
پوشش گیاهی منطقه سرشار از گیاهان دارویی از قبیل آویشن، گلارانه، گل ختمی، خاکشیر، چای کوهی، گون، کِما، کاسنی و ... می باشد ومن چون به گیاهان دارویی علاقه زیادی دارم به لطف خدا به خواص بعضی از گیاهان پی برده‌ام از جمله گیاهی برای از بین بردن لکه صورت زنان ویا گیاهی برای از بین بردن لکه پیسه‌های جوان که چندسالی از به وجود آمدنشان نمی‌گذرد یا ذگیل و یا عفونت های چرکین و گیاهانی برای معده.
در کل منطقه پتانسیل خوبی برای پرورش گیاهان دارویی و درختان گردو، بادام، بید، سنوبر، سنجد و سیب، گلابی، هلو، زردآلو و... که با شرایط محیطی منطقه کاملاّ سازگار می‌باشند.

## جمعیت
این روستا در بخش جاپلق قرار دارد و بر اساس سرشماری مرکز آمار ایران در سال ۱۳۸۵، جمعیت آن ۳۵۰ نفر (۷۹ خانوار) بوده‌است.